# Герасим Танталидис
Герасим (на гръцки: Γεράσιμος, Герасимос) е гръцки духовник, митрополит на Вселенската патриаршия.

## Биография
Роден е като Георгиос Владимирос Танталидис (Γεώργιος Βλαδίμηρος Τανταλίδης) в семейството на Макарий и Маргоника в иконийската паланка Сили. Принадлежи към големия фанариотски род Танталидис и е племенник на преподавателя в Халкинската семинария Илияс Танталидис. Учи Богословското училище в Йерусалим, след това в 1879 година завършва Халкинската семинария. На 29 май 1879 година е ръкоположен за дякон и заминава за Атина, където учи право в Атинския университет. През 1884 година се връща в Цариград и в 1886 година става секретар на великия протосингел на Патриаршията. На 2 май 1892 година е ръкоположен за свещеник.
На 3 май 1892 година е ръкоположен за сервийски и кожански митрополит, като остава на поста до 1893 година. Ръкополагането му е извършено от митрополит Филотей Никомидийски в съслужение с митрополитите Герман Драмски и Прокопий Касандрийски.
На 23 октомври 1893 година е избран за писидийски митрополит. В Писидия Герасим се заема с реформа на училищните и църковните дела. От 1905 година е митрополит в Янина, а от 1909 година в Родос. На 26 януари 1912 година отново става митрополит на Писидия. От 1919 година е член на Светия Синод. Подава оставка през март 1923 година.
Умира в Йерусалим на 23 август 1928 година.